# غيلبرت ألبرت
غيلبرت ألبرت هو صائغ ‏ سويسري، ولد في 30 سبتمبر 1930 في جنيف في سويسرا وتوفي يوم 1 أكتوبر 2019.